# Rúben (Biblia)
Rúben (héberül: רְאוּבֵן) bibliai személy, Jákob elsőszülött fia, aki Leától született. Izrael 12 törzse egyikének ősatyja.
Amikor Lea életet adott első fiának, "Rúbennek nevezte azt el, mert azt mondja vala: Meglátta az Úr az én nyomorúságomat; most már szeretni fog engem az én férjem." A Rúben szó hangzásában egy másik héber kifejezésre is emlékeztet: "Nézzétek egy fiú!"
Rúben volt többek közt az, aki megakadályozta, hogy féltestvérei megöljék Józsefet.
Bement apja egyik ágyasához, Bilhához és együtt hált vele ezért Jákób megfosztotta őt elsőszülöttségi jogaitól.
A fiai voltak: Khánokh (Hanók), Pallu, Khecrón (Hecrón) és Khármi (Karmí).

## Rúben törzse
Leszármazottai alkották a Rúben törzsét, amely az izraeliták honfoglalása idején a Holt-tengertől ÉK-re kapott területet, a mai Jordánia területén. Izráel történetében nem volt nagy szerepe.